# سد غربية
سد غربية هو أحد السدود المائية على نهر غربية شمال المملكة المغربية. يتواجد سد غربية جنوبي مدينة فاس بإقليم تاونات (جماعة أولاد داود) و يضم حقينة مائية ب 750.000 متر مكعب.